# Club 10 de Noviembre Wilstermann Cooperativas
El Club 10 de Noviembre Wilstermann Cooperativas, más conocido simplemente como Wilstermann Cooperativas, es un club de fútbol de la ciudad de Potosí, Bolivia. Fue fundado el 12 de abril de 1958 y actualmente juega en la Asociación de Fútbol Potosí.

## Historia
Fue fundado por trabajadores mineros el 12 de abril de 1958. El primer nombre del club fue Wilstermann Cooperativas, pero en el año 2000 se fusionó con el club 10 de Noviembre, adoptando de esta forma su nombre actual.
Jugó en la liga profesional de Primera División en el año 1985.
La mayoría de sus socios pertenecen a la Federación de Cooperativas Mineras de Potosí.

## Escudo

Escudo actual de la entidad.

## Uniforme
- Uniforme titular: Camiseta roja con vivos azules, pantalón azul y medias rojas.
- Uniforme alternativo: Camiseta azul con vivos rojos, pantalón azul y medias azules.

## Estadio
Wilstermann Cooperativas disputa sus encuentros de local en el Estadio Víctor Agustín Ugarte, recinto que es propiedad del Gobierno de Potosí. Fue inaugurado en 1992, cuenta con un aforo total para 32 105 espectadores y se ubica en la zona de San Clemente.
Se encuentra situado a una altitud de 3900 metros sobre el nivel del mar, que lo convierte en el segundo estadio más alto del país y uno de los de mayor altitud del mundo.

Panorámica interior del estadio.

## Datos del club
- Fundación: 12 de abril de 1958.
- Temporadas en Primera División: 4 (1971, 1974-1975 y 1985).

| Campeonatos Nacionales | Campeonatos Nacionales | Campeonatos Nacionales | Campeonatos Nacionales | Campeonatos Nacionales | Campeonatos Nacionales | Campeonatos Nacionales | Campeonatos Nacionales | Campeonatos Nacionales | Campeonatos Nacionales | Campeonatos Nacionales |
| Competencia            |                        |                        |                        |                        |                        |                        |                        |                        |                        |                        |
| Competencia            | Posición               | PJ                     | PG                     | PE                     | PP                     | GF                     | GC                     | DG                     | Puntos                 |                        |
| ---------------------- | ---------------------- | ---------------------- | ---------------------- | ---------------------- | ---------------------- | ---------------------- | ---------------------- | ---------------------- | ---------------------- | ---------------------- |
| Temporada 1971         | 4° grupo A             | 6                      | 0                      | 0                      | 6                      | 2                      | 19                     | –17                    | 0                      |                        |
| Temporada 1974         | 5° grupo A             | 10                     | 4                      | 0                      | 6                      | 11                     | 20                     | –9                     | 8                      |                        |
| Temporada 1975         | 4° grupo B             | 10                     | 3                      | 1                      | 6                      | 13                     | 18                     | –5                     | 7                      |                        |
| Temporada 1985         | 12°                    | 28                     | 7                      | 6                      | 15                     | 28                     | 55                     | –27                    | 20                     |                        |
| Total                  | 0 Títulos              | 54                     | 14                     | 7                      | 33                     | 54                     | 112                    | –58                    | 35                     |                        |

     Campeón.
    Subcampeón.
    Tercer lugar.
     Ascenso.
     Descenso.

## Palmarés

### Torneos regionales (5)
| Competición regional                            | Títulos                                   | Subcampeonatos          |
| ----------------------------------------------- | ----------------------------------------- | ----------------------- |
| Asociación de Fútbol Potosí - Primera "A" (5/3) | 2011/12, 2013/14, 2014/15, 2016/17, 2022. | 2012/13, 2015/16, 2019. |

## Entrenadores

### Historial de entrenadores
- Alberto Carvalho (2012)
- Luis Carvajal (2016)
- Jhonny Serrudo (2019)
- Ronald Villafuerte (2022-23)
- Josué Cardan (2024-Act.)